# مالیمبه‌ها
مالیمبه‌ها (نام علمی: Malimbus) نام یک سرده از تیره مرغ جولا است.

## گونه ها
- مالیمبه گولا (Malimbus ballmanni)
- مالیمبه کسین (Malimbus cassini)
- مالیمبه کاکل‌قرمزی (Malimbus coronatus)
- مالیمبه شکم‌قرمز (Malimbus erythrogaster)
- مالیمبه ایبادان (Malimbus ibadanensis)
- مالیمبه کاکلی (Malimbus malimbicus)
- مالیمبه نوک‌آبی (Malimbus nitens)
- مالیمبه راشل (Malimbus racheliae)
- مالیمبه سرسرخ (Malimbus rubricollis)
- مالیمبه ته‌سرخ (Malimbus scutatus)